# Académie des sciences, belles-lettres et arts de Rouen
Pour les articles homonymes, voir Académie de Rouen.
L'Académie des sciences, belles-lettres et arts de Rouen est une société savante née de la transformation officielle, le 17 juin 1744, par lettres patentes de Louis XV, de réunions d'amis férus de botanique dans un petit jardin du faubourg Bouvreuil.

## Historique
L'Académie des sciences, belles-lettres et arts de Rouen est placée sous l'égide de Fontenelle et de Le Cornier de Cideville. Les statuts de cette société savante, dont l'abbé Legendre fut le premier bienfaiteur, furent renouvelés et confirmés au Parlement le 10 février 1757. Le premier directeur en fut Guillaume-François Tiphaigne de La Roche.
Supprimée en 1793, l'Académie fut rétablie, en 1803, par les soins du préfet du département, le comte Beugnot et avec le concours de Defontenay, le maire de Rouen. L'Académie récupéra ses archives et ses registres le 29 juin 1803 mais non sa bibliothèque ou son jardin. De nouvelles lettres patentes approuvèrent, le 1er juin 1804, son nouveau règlement qui fut confirmé le 10 juin 1828.
Reconnue d'utilité publique par un décret du 12 avril 1852, l’Académie a joué un rôle déterminant dans le développement du mouvement des idées à Rouen en l'absence d'université jusqu'en 1965.
L'Académie de Rouen a joué un rôle dans la lutte entre défenseurs du passé et partisans des idées nouvelles, à l'occasion de la naissance du romantisme, en la personne de son président Ulric Guttinger, collaborateur de l’organe romantique la Muse française, bataillant en une série de harangues à la séance de rentrée du 14 novembre 1824. Quelques phrases du discours prononcé à cette occasion par Ulric Guttinger sont à retenir : « Qu'on nous pardonne de désirer que notre jeune littérature soit encouragée à tenter de nouvelles voies, plutôt que ramenée durement, comme j'en suis témoin chaque jour, dans les routes battues et usées de ses devanciers… Le but des novateurs est évident : ils veulent que les autels se parent de poésie, que nos souvenirs historiques revivent, que nos temps soient connus, que notre Dieu et notre pays soient chantés… »
Elle a aujourd'hui son siège à l'hôtel des sociétés savantes de Rouen, no 190 rue Beauvoisine.

## Organisation

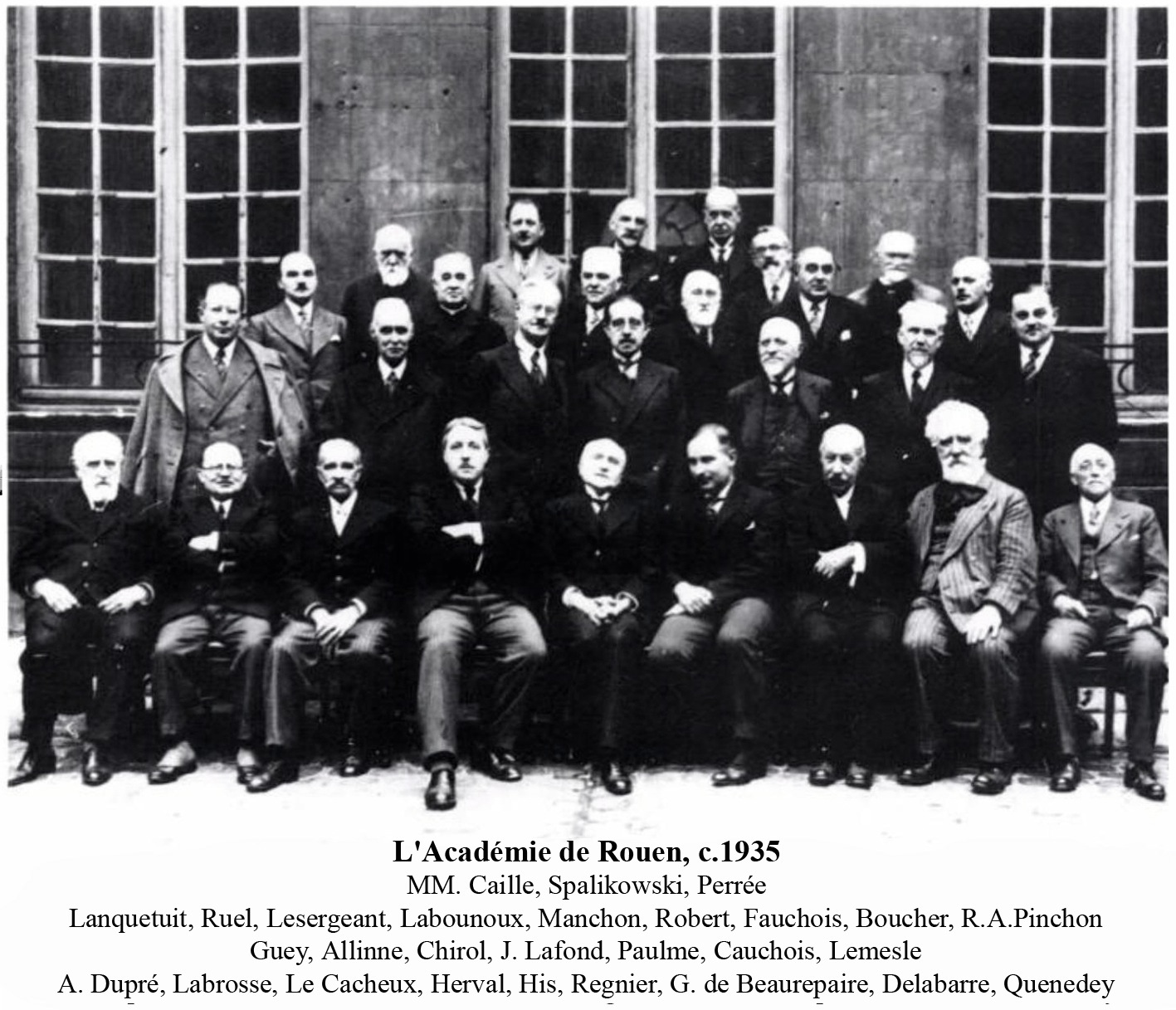
L'Académie de Rouen c. 1935, avec Edmond Spalikowski, Georges Ruel, Gaston Manchon, Robert Antoine Pinchon, Fernand Guey, Maurice Allinne, Pierre Chirol, René Fauchois, Jean Lafond, Paul Le Cacheux, René Herval, Georges de Robillard de Beaurepaire, Édouard Delabarre, Raymond Quenedey.

### Secrétaires généraux
- 2019 : Alain de Bézenac
- 2020 : Guy Pessiot
- 2021 : Pierre-Bruno Ruffini
- 2022 : Pierre-Albert Castanet

## Membres
Selon les statuts originels, il y a toujours eu une quarantaine d'académiciens, « titulaires » ou « résidants ». Leurs noms sont énoncés à chaque édition du Précis analytique (op. cit.).

### Membres actuels
- Sylviane Albertan-Coppola
- Sylvain Amic
- François Bessire
- Alain de Bézenac
- Alain Bézu
- Bernard Boullard
- Denis de Brucq
- Jacques Calu
- Bertrand Camillerapp
- Pierre-Albert Castanet
- Jean-Pierre Chaline
- Nadine-Josette Chaline
- Olivier Chaline
- Jean Costentin
- Marie-Thérèse Courage
- Philippe Davenet
- Henry Decaëns
- Renaud Delubac
- René Genevois
- Yvon Gervaise
- Gérard Granier
- Gérard Hurpin
- Élise Janvresse
- Paul-Jacques Lehmann
- Michel Lerond
- Yves Lescroart
- Anne-Marie Lethuillier-Florentin
- Bertrand Macé
- Jean Malaurie
- Vincent Maroteaux
- Emmanuel Martin
- Jean-Luc Maupas
- Barthélémy Mercadal
- Guy Pessiot
- Claude Pétry
- Nicolas Plantrou
- Guy Quintane
- Stéphane Rioland
- Alain Robinne
- Pierre-Bruno Ruffini
- Armelle Sentilhes
- Françoise Thelamon
- Hubert Vaudry

### Anciens membres

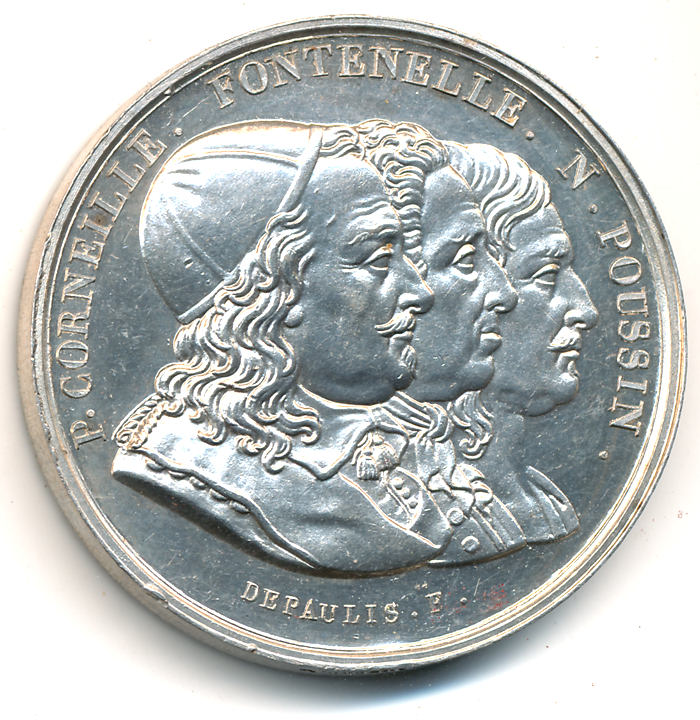
Académie de Rouen 1744, Corneille, Fontenelle, Poussin, Médaille en argent, 33 mm, Gravée par Depaulis

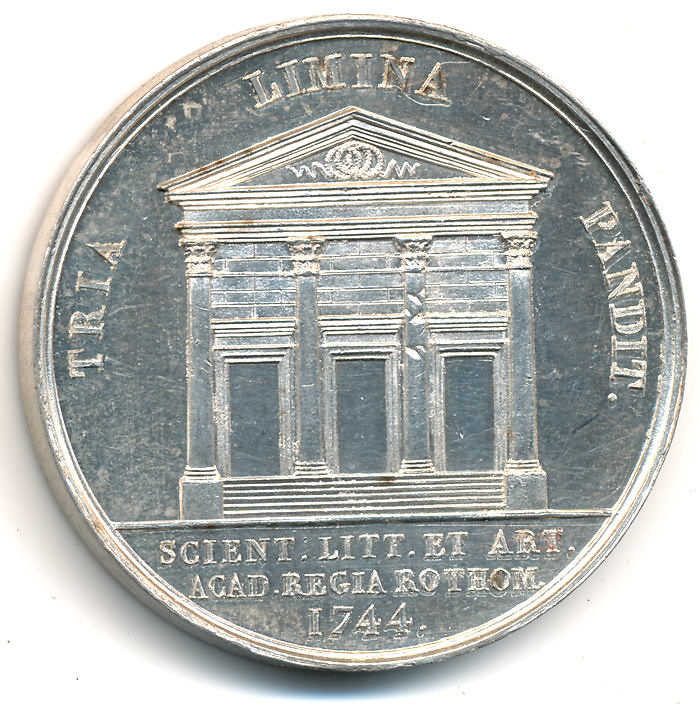
Revers de la médaille

Il convient de mentionner les anciens autres membres suivants : Gérard Angoustures (1939-2020)
- Claude Boulard (1947-2020)
- Abel Caille (1889-1960)
- Auguste-François-Joseph de Caze (1783-1859)
- Léon de Duranville (1803-1881)
- Jacques Delécluse (1929-2016)
- François Giraud
- Georges Heullant (1907-1982)
- Armand Jardillier[4]
- Paul Labounoux (1871-1951)
- Joseph Lafond (1851-1921)
- Pr René Laumonier (1920-2020)
- Jean-Pierre Lemercier (1921-2017)
- Chanoine Émile Lesergeant (1861-1942)
- Gaston Manchon (1855-1951)
- Jacques de Maurey (1759-1829)
- Jean MorinEdmond Frédéric Perrée (1870-1950)
- Jean-Baptiste Sèbe (1979-2018)
- Bernard Vaudour (1906-1965)

## Publication
- Précis analytique des travaux de l'Académie des sciences, belles-lettres et arts de Rouen (sommaires en ligne sur gallica.fr depuis 1744 (édition de 1814)).